# Хакимов, Ирисдавлат Алижанулы
Ирисдавлат Алижанулы Хакимов (род. 11 ноября 1996, Туркестан, Южно-Казахстанская область) — казахстанский футболист, полузащитник клуба «Мурас Юнайтед».

## Карьера
Футбольную карьеру начал в 2014 году в составе клуба «Актепа». С начала 2020 года играл за «Алай». Сыграл 4 встречи.
В начале 2021 года подписал контракт с клубом «Абдыш-Ата».
В середине 2021 года перешёл в «Алгу».

## Достижения
«Абдыш-Ата»
- Вице-чемпион Кыргызстана: 2021

«Мурас Юнайтед»
- Обладатель Кубка Кыргызстана: 2023

## Клубная статистика
| Игровая карьера | Игровая карьера | Игровая карьера | Лига | Лига | Кубок | Кубок | Межд. | Межд. | Др. | Др. |
| --------------- | --------------- | --------------- | ---- | ---- | ----- | ----- | ----- | ----- | --- | --- |
| 2020            | Алай            | А               | 4    | 0    | —     | —     | —     | —     | —   | —   |
| 2021            | Абдыш-Ата       | А               | 11   | 3    | —     | —     | —     | —     | —   | —   |
| 2021            | Алга            | А               | 12   | 2    | —     | —     | —     | —     | —   | —   |